# The Private Life of Henry VIII
The Private Life of Henry VIII (bra: Os Amores de Henrique VIII; prt: A Vida Privada de Henrique VIII) é um filme britânico de 1933, do gênero drama biográfico, dirigido por Alexander Korda.

## Sinopse
Após mandar executar Ana Bolena, o rei Henrique VIII prepara-se para desposar Jane Seymour. Esta lhe dá um filho, mas morre no parto. Então Henrique casa-se com Anne de Cleves, de quem logo se divorcia para se casar com Catarina Howard, que ambicionava o trono mas se envolve com Thomas Culpeper, por quem estava apaixonada. Quando o rei descobre o adultério, manda decapitá-la.

## Elenco
- Charles Laughton ... Rei Henrique 8.º
- Robert Donat ... Thomas Culpeper
- Franklin Dyall ... Thomas Cromwell
- Miles Mander ... Wriothesley
- Laurence Hanray ... Arcebispo Thomas Cranmer
- William Austin ... duque de Cleves
- John Loder         ...  Thomas Peynell
- Claud Allister ... Cornell
- Gibb McLaughlin ... carrasco francês
- Sam Livesey ... carrasco inglês
- Merle Oberon ... Ana Bolena
- Wendy Barrie ... Jane Seymour
- Elsa Lanchester ... Ana de Cleves
- Binnie Barnes ... Catarina Howard
- Everley Gregg ... Catarina Parr
- Lady Tree         ... enfermeira do rei

## Prêmios e indicações
Oscar 1934 (EUA)
- Vencedor do Oscar de melhor ator (Charles Laughton)
- Indicado ao Oscar de melhor filme.